# Magdalena Yi Jo-i
Magdalena Yi Jo-i (ur. 1808, zm. 4 stycznia 1840) – koreańska męczennica i błogosławiona Kościoła katolickiego.

## Życiorys
Magdalena Yi Jo-i urodziła się w 1808 roku. Była mężatką, ale nie miała dzieci. Została aresztowana w czasie prześladowań antykatolickich w 1839 roku razem z innymi katolikami. W więzieniu poddano ją torturom i przesłuchaniom. Została ścięta 4 stycznia 1840 roku.
Jej beatyfikacji w grupie 124 męczenników koreańskich dokonał papież Franciszek 16 sierpnia 2014 roku.